# رایزینگ سان (مریلند)
رایزینگ سان (به انگلیسی: Rising Sun) شهری در ایالت مریلند کشور ایالات متحده آمریکا است که جمعیت آن در سرشماری سال ۲۰۱۰ میلادی، ۲٬۷۸۱ نفر بوده‌است.